# & (album d'Ayumi Hamasaki)
Pour les articles homonymes, voir Éperluette.
Singles de Ayumi Hamasaki
Voyage
(2002) Forgiveness
(2003)
& (And) est le 29e single original de Ayumi Hamasaki sorti sous le label Avex Trax, en excluant rééditions, remixes, et son tout premier single.

## Présentation
Le single sort le 9 juillet 2003 au Japon sous le label Avex Trax, produit par Max Matsuura. Il sort dix mois après le précédent single de la chanteuse : Voyage ; c'est alors le plus long intervalle entre deux de ses singles pour Avex. Il atteint la 1re place du classement de l'Oricon. Il se vend à 287 002 exemplaires la première semaine, et reste classé pendant 16 semaines, pour un total de 591 481 exemplaires vendus durant cette période ; c'est son dernier single à dépasser les 500 000 ventes.
C'est un single  « triple face A », contenant trois chansons principales, leurs versions instrumentales, et un titre supplémentaire, & n'étant que le titre du disque, sur le modèle de ses précédents singles A de 1999 et H de 2002. Pour la première fois depuis le single Audience fin 2000, les deux premières chansons du disque ne sont pas composées par Hamasaki sous son pseudonyme Crea, mais par le duo Bounceback ; elle a cependant composé les deux autres chansons, en collaboration avec Dai Nagao, alias D・A・I, dont une suite à la chanson  Hanabi  du précédent single H, et la chanson en bonus, thème du concert d'artistes d'Avex : A-Nation '03.
La chanson Ourselves a été utilisée comme thème musical pour une campagne publicitaire pour  la marque de cosmétiques Kosé Visée, tandis que Greatful Days (sic) a servi de thème musical pour la propre émission télévisée de Hamasaki : Ayu Ready?.
Les trois premières chansons figureront sur le mini album Memorial Address qui sortira en fin d'année. Ourselves figurera aussi sur les compilations A Best 2: White de 2007, de même que Greatful Days, et A Complete: All Singles de 2008, tandis que Hanabi : Episode II figurera sur la compilation A Best 2: Black de 2007. Les deux premières seront remixées sur l'album Ayu-mi-x 6 Gold de 2008.

## Liste des titres
Toutes les paroles sont écrites par Ayumi Hamasaki.
| 1. | Ourselves (ourselves)                                      | Bounceback     | 4:33 |
| 2. | Greatful Days (Greatful days)                              | Bounceback     | 4:39 |
| 3. | Hanabi: Episode II (HANABI ~episode II~)                   | CREA & D・A・I | 4:54 |
| 4. | Theme of A-Nation '03 (theme of a-nation '03)              | CREA & D・A・I | 6:15 |
| 5. | Ourselves (Instrumental) (ourselves...)                    | Bounceback     | 4:33 |
| 6. | Greatful Days (Instrumental) (Greatful days...)            | Bounceback     | 4:39 |
| 7. | Hanabi: Episode II (Instrumental) (HANABI ~episode II~...) | CREA & D・A・I | 4:55 |